# Канайоло
Канайоло (Canaiolo, так же Canaiolo Nero или Uva Canina) — сорт красного итальянского технического винограда, произрастающего в центральной Италии, в основном — в Тоскане. Помимо Тосканы встречается так же Лацио, Марке и на Сардинии. В Умбрии существует белая разновидность, известная как Canaiolo Bianco (белый канайоло).
Обычно канайоло используется в смеси с санджовезе и колорино для изготовления вина кьянти, а также является важным, хотя и вторичным компонентом вина «Вино Нобиле ди Монтепульчано» (итал. Vino Nobile di Montepulciano). При изготовлении вина кьянти канайоло всегда был важным компонентом, а в XVIII веке доля канайоло в кьянти даже превышала долю санджовезе. Отчасти популярность этого винограда объясняется тем, что его можно немного подсушить без опасности гниения, и это делает его удобным для технологии длительной ферментации, известной как «governo». В XIX веке существовали рецептуры изготовления Кьянти авторства Бетино Рикасоли, где говорилось, что канайоло используется для улучшения свойств санджовезе, добавляя фруктового аромата и смягчая танины. После эпидемии филлоксеры канайоло стал менее популярен из-за того, что не очень хорошо прививался на корневища американских виноградов. По состоянию на 2006 год виноградники канайоло имели площадь 3 000 гектаров. Виноделы Тосканы прилагают некоторые усилия к улучшению сорта и возвращению винограду прежней славы.

## Синонимы
Канайоло имеет так же и другие названия: Caccione Nero, Cacciuna Nera, Cagnina, Calabrese, Canaiola, Canaiolo Borghese, Canaiolo Cascolo, Canaiolo Colore, Canaiolo Grosso, Canaiolo Nero, Canaiolo Nero a Raspo Rosso, Canaiolo Nero Comune, Canaiolo Nero Grosso, Canaiolo Nero Minuto, Canaiolo Pratese, Canaiolo Romano, Canaiolo Rosso Piccolo, Canaiolo Toscano, Canaiuola, Canaiuolo, Canajola Lastri, Canajolo, Canajolo Lastri, Canajolo Nero Grosso, Canajolo Piccolo, Canajuola, Canajuolo Nero Comune, Canina, Cannaiola, Cannajola, Colore, San Giovese, Tindillaro, Tindilloro, Uva Canaiolo, Uva Canajuola, Uva Canina, Uva Colore Canaiola, Uva Dei Cani, Uva Donna, Uva Fosca, Uva Grossa, Uva Marchigiana, Uva Merla, и Vitis Vinifera Etrusca.